# Marsanne
Marsanne es una comuna francesa situada en el departamento de Drôme, de la región de Auvernia-Ródano-Alpes.

## Geografía
Está ubicada a 14 km al noreste de Montélimar.

## Demografía
| 823 | 817 | 779 | 772 | 873 | 998 | 1 209 | 1 320 |
| Para los censos de 1962 a 1999 la población legal corresponde a la población sin duplicidades (Fuente: INSEE [Consultar]) |     |     |     |     |     |       |       |

## Personalidad
- Émile Loubet (1838-1929), presidente de la República francesa.